# Claudio Solano
Claudio Miguel Solano Estrella (Hermosillo, Sonora, 14 de febrero de 1926 - ibídem, 4 de enero de 2007) conocido también como el “Cometa de Carbó” (Carbó, es un pueblo de Sonora al norte de Hermosillo) o “El Sordo Solano” o “El Sordo de Oro” (apodado así por su escasa capacidad auditiva). Beisbolista que durante 19 años participó en circuitos beisboleros como jardinero, en ligas de México y el sur de los Estados Unidos. Utilizó siempre el No. 25 en su uniforme.
Ángel Castro fue la estrella de bateo antes que Claudio Solano, y Ronnie Camacho fue después, que luego fueron destronados por Héctor Espino.  

## Trayectoria profesional

#### Liga de Sonora (1941-1944)
Se inició profesionalmente en la Liga de Sonora, que había iniciado en 1942. Debutó con el equipo Carbó el 28 de mayo de 1944 en el estadio de Hermosillo, donde participaron los equipos Queliteros de Hermosillo, Ferrocarrileros de Empalme, Ostioneros de Guaymas y Cheritos de Carbó.

#### Liga Arizona-Texas (1946-1954)
Jugó con equipo Mineros de Cananea desde 1946 hasta 1954. En 1952 obtuvo la triple corona de bateo: bateó .402, produjo 157 carreras y disparó 41 cuadrangulares. En 1954, fue campeón bateador con 47 jonrones e imponiendo récord de 38 juegos consecutivos bateando de hit.
También jugó con los Internacionales de Nogales. Conectó 199 jonrones en ésta liga. Jugó con los Santos de Santa Ana en 1948 en la Liga Norte de Sonora. (verano).

#### Liga de la Costa del Pacífico (1945-1958)
En 1945 ganó el título de bateo con .383 con el equipo de Hermosillo y fueron campeones. Jugando con el equipo de Hermosillo, conectó dos veces tres jonrones en un juego.
En la temporada 1951-1952 jugó con los Ostioneros de Guaymas y fue campeón bateador en esta misma liga bateando .386 y ser nombrado el Jugador Más Valioso de la Liga.
"Le daban la base por bolas intencional… y pegó cuadrangular". Le acercaron el lanzamiento y se voló la barda del jardín derecho en el desaparecido estadio “Fernando M. Ortiz”.

El 16 de enero de 1954, conectó el cuadrangular de la victoria (7-6) al cierre del noveno episodio ante los Arroceros de Cd. Obregón y su lanzador, Don Larsen en el estadio “Fernando M. Ortiz”. (Poco más de dos años después, aquel mismo Don Larsen que había sido derrotado en Hermosillo, lanzó por los Yankees de Nueva York ante los Dodgers de Brooklyn lo que hasta hoy ha sido el único juego perfecto en la historia de la Serie Mundial, y fue el último juego de la serie para coronarse campeones. (La noticia corrió por Sonora y México, como “El hombre que venció a Don Larsen”). A pesar de su cuadrangular, al llegar al plato, y en medio de la euforia por el triunfo, dijo a sus compañeros:
“Los honores son para el lanzador Jesús “Manopas” Alcántar, quien había ganado el partido en relevo y que a él lo levantaran en hombros, y no al bateador. 
Claudio solano fue nombrado de nuevo el jugador más valioso, ahora con el equipo de Hermosillo en la temporada 1953-1954.
En 1956 jugando con el equipo de Hermosillo ganaron el título entre la Liga de la Costa del Pacífico contra la Liga Invernal Veracruzana venciendo a los Diablos Rojos de México representados por Beto Ávila, Jim Rivera, Jim Bunning, Paul Foytack y Johnny Lipon.
En la temporada 1956-1957, Hermosillo logró el bicampeonato y Claudio el campeonato de bateo. 

#### Liga Tabasqueña
En 1953 fue líder de jonrones con el equipo de Villahermosa de con 22 batazos de vuelta entera.

#### Liga Mexicana del Pacífico (de 1959 en adelante)
Fue líder de cuadrangulares con Guaymas en la temporada 1959-60. 
Jugó con Guaymas, Empalme y Hermosillo. 

#### Liga Mexicana de Béisbol (1945 a 1961)
Jugó 7 temporadas porque se lesionó: con los Alijadores de Tampico en 1945, San Luis Potosí, Veracruz, México, Sultanes de Monterrey.
Participó en 560 partidos, 2,022 turnos al bate, anotó 301 carreras, con 607 hits, 106 dobletes, 14 triples, 48 cuadrangulares y 327 carreras producidas con un promedio de bateo de.300.

#### Reconocimientos y récords
Obtuvo el título de bateo en 1945 en la Liga de Sonora, y en 1952 en la Liga de la Costa del Pacífico.
- Fue el jugador más valioso Con Guaymas en 1952, con Hermosillo en 1954.
- Ganó la triple corona de bateo en la Liga Arizona-Texas, en 1952 y en 1954.
- Fue “campeón bateador” en el mismo circuito.
- 1959-1960 fue campeón en cuadrangulares con Guaymas y slugging con .467.
- En 1983, fue Inmortalizado en el Salón de la Fama del Beisbol Profesional Mexicano.[6]
- Jesús Arturo Llanes Camacho escribió un libro con nombre “Claudio Solano, “El Cometa de Carbó”.
- El estadio de Carbó que lleva su nombre.

## Últimos años
Fue mánager de los Rieleros de Benjamín Hill, y de los Naranjeros de Hermosillo en la séptima y octava temporadas de la Liga Invernal Sonora-Sinaloa.
Participó como umpire en la LMP de 1970 a 1975.
Se retiró en una ceremonia efectuada el 20 de marzo de 1996.

## Vida familiar
Se casó en Carbó con Ema Noriega, y tuvieron como hijos a Claudio, Amelia, Miguel Ángel, Jorge Luis y Ema Lorena. Murió de diabetes a los 81 años de edad. 